# Trifolium cryptopodium
Trifolium cryptopodium är en ärtväxtart som beskrevs av Achille Richard. Trifolium cryptopodium ingår i släktet klövrar, och familjen ärtväxter. Inga underarter finns listade i Catalogue of Life.